# Jacques-Philippe Le Sueur
Jacques-Philippe Le Sueur (también, Lesueur) fue un escultor francés nacido el 24 de marzo de 1757 en París y fallecido el 4 de diciembre de 1830 en la misma ciudad.

## Datos biográficos
Le Sueur nació en la ciudad de París el 24 de marzo de 1759. Fue alumno de François-Joseph Duret, que le influyó notablemente en su primera juventud, y contaba 21 años de edad cuando Girardin le contrató para cincelar el cenotafio de Jean-Jacques Rousseau, localizado en la isla de los Álamos (del francés: Île des Peupliers) en el parque de Ermenonville.

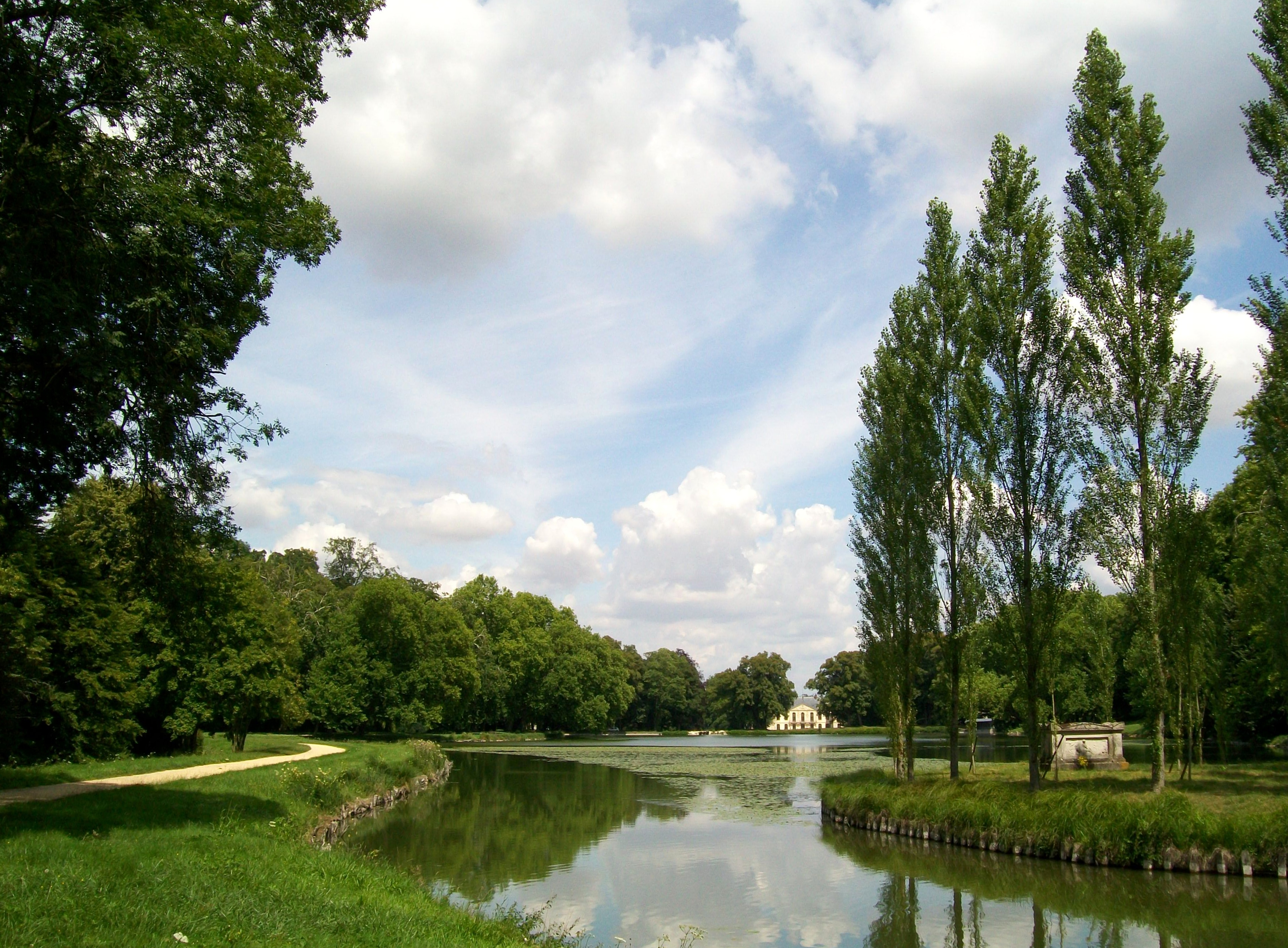
Isla de los Álamos con el centafio de Rousseau

Habiendo obtenido el Premio de Roma de escultura, viajó a la capital de Italia el año 1780; tras su regreso a Francia, el financiero Nicolas Beaujon le solicitó la ejecución de un grupo escultórico de las tres gracias.

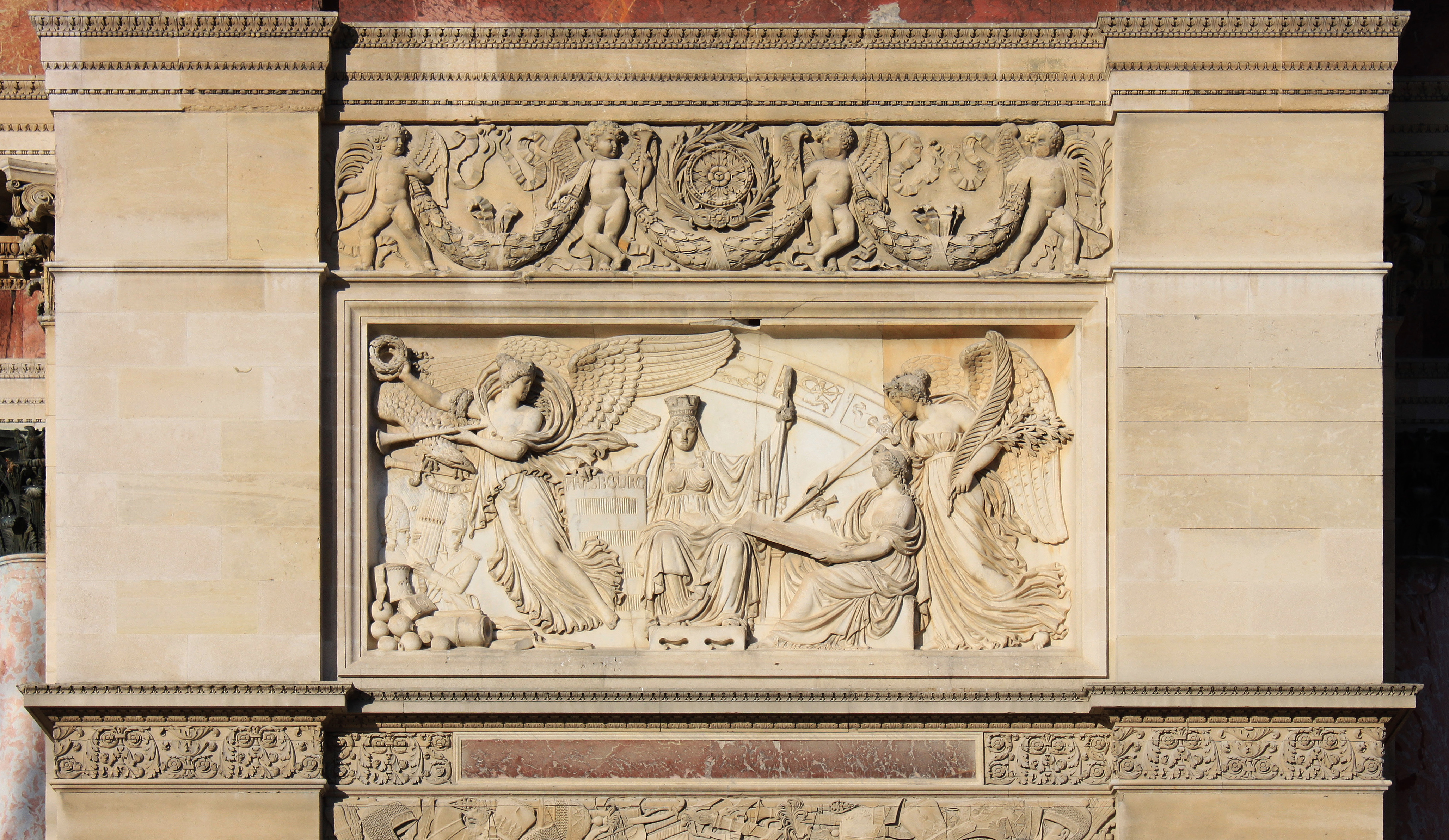
La Paz de Presburgo, relieve del Arco de Triunfo del Carrusel de París

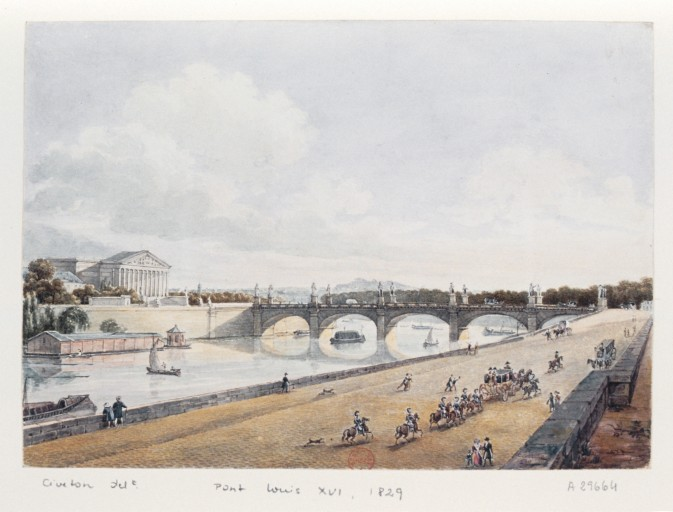
El puente de la Concordia dibujado en 1829, con los monumentos de los Hombres ilustres de Francia, entre ellos el monumento al Almirante de Suffren

Posteriormente trabajó en diferentes proyectos encargados por el gobierno; el más señalado fue uno de los bajorrelieves que decoran el peristilo del Panteón de París dedicado a la educación pública; la Paz de Presburgo para el Arco de Triunfo del Carrusel ; uno de los frontones del patio interior del Palacio del Louvre; una estatua de Montaigne, erigida en la localidad de Libourne, y el monumento del almirante de Suffren, instalado en el Puente Luis XVI de París, en la capital francesa, y que formó parte de la serie de hombres ilustres de Francia que adornaron el renombrado Puente de la Concordia .
Le Sueur fue nominado para el Instituto de Francia en 1816, y se le concedió la Legión de Honor en 1828. Falleció en París el 4 de diciembre de 1830.
Es también el autor de la tumba de Michel Brezin (1768-1828) y Marie-Anne Brezin (1767-1816) , de 1817 que representa en relieve de mármol a una plañidera reclinada sobre una urna. La tumba se localiza en el cementerio del Père-Lachaise de París.